# Myriam Birger
Myriam Birger est une pianiste française, née au Caule-Sainte-Beuve, dans le département de la Seine-Maritime, le 13 octobre 1951. Dès ses débuts, elle s'est imposée comme une artiste d'exception, conjuguant virtuosité et profonde sensibilité musicale.   

## Biographie
Née dans un milieu artistique et intellectuel, Myriam Birger a été propulsée sur le devant de la scène dès l'âge de huit ans, en donnant son premier concert à l'ancien Conservatoire de Paris. Formée par les plus grands professeurs du Conservatoire National Supérieur de Musique de Paris, elle créé l'évènement en obtenant à 13 ans un premier prix de piano, faisant d'elle la plus jeune diplômée de tous les temps de cette école prestigieuse. Elle marque également les esprits en devenant la plus jeune lauréate du Concours International Marguerite Long-Jacques Thibaud, à seulement 15 ans. 
Sous la tutelle inspirante de maîtres tels Samson François, Julius Katchen et Byron Janis, Myriam Birger affirme son art dans des institutions emblématiques comme la Julliard School de New York. Son style unique, empreint de passion et poésie, séduit les mélomanes lors de ses débuts internationaux, où elle illumine des scènes renommées et des plateaux radios et télévisés, de RTL au Grand Échiquier, notamment avec le 2ème concerto de Chopin. 
Myriam Birger a marqué de son empreinte les salles les plus prestigieuses, en France et à travers le monde. On la retrouve dans les grandes salles parisiennes, telles que le Théâtre des Champs-Élysées, la salle Pleyel ou encore Gaveau, ainsi que dans les hauts lieux culturels internationaux, notamment à Berlin, Hambourg, New-York, Los Angeles ou Corée, invitée par les plus grands orchestres, de l'orchestre national de France à la Philharmonie du Luxembourg. 
Que ce soit en récital ou en collaboration avec orchestre, ses interprétations passionnées et raffinées ont séduit un vaste public, confirmant son statut de pianiste de renommée internationale. 
Par son jeu lumineux, sa générosité et son ouverture d’esprit Myriam Birger s’impose comme une véritable ambassadrice du piano. Membre de jurys prestigieux et professeure invitée de masterclasses internationales, elle souhaite   transmettre son savoir à la nouvelle génération de pianistes.
Portée par une vision innovante et un lien intime avec son art, Myriam Birger s’érige aujourd’hui comme une influence majeure dans le monde du piano, fusionnant tradition et modernité pour inspirer les pianistes d’aujourd’hui et de demain en  transmettant l’Art du Piano.

## Un projet ambitieux et visionnaire: L'Art du Piano
En janvier 2025, Myriam lancera un nouveau projet : « L’Art du Piano par Myriam Birger » (lart-du-piano.com), une plateforme numérique de piano innovante et moderne. Ce projet ambitieux marque une nouvelle ère dans sa carrière, rendant son savoir et son expérience accessibles à un public mondial. Inspirée par son propre parcours de concertiste internationale, elle y partage son expertise à travers des réflexions, des podcasts et des masterclasses captivants et accessibles à tous.

## Vie privée
Vivant en couple, elle a, avec son compagnon, une fille née en janvier 2000.

## Discographie
Sa discographie est enregistrée sur le label Lyrinx.
- 1984 : Mozart, Concertos pour piano nos 21 et 27 - Orchestre Cannes – Provence-Côte d'Azur, dir. Philippe Bender (6-8 mars 1984, LP Lyrinx LYR-042)[1] (OCLC 659081622)
- 1986 : Chopin, Intégrale des valses (OCLC 916386874)
- 1995 : Chopin, Récital (OCLC 313223907)